# Atletismo nos Jogos Pan-Americanos de 1995 - 200 m masculino
As provas dos 200 m masculino nos Jogos Pan-Americanos de 1995 foram realizadas em 21 e 22 de março, no Estádio Atlético "Justo Roman". 

## Medalhistas
| Ouro                 | Prata                    | Bronze                     |
| Iván García CUB Cuba | Andrew Tynes BAH Bahamas | Sebastián Keitel CHI Chile |

## Resultados

### Eliminatórias
Vento:
Eliminatória 1: +2.1 m/s, Eliminatória 2: +2.6 m/s, Eliminatória 3: +1.5 m/s, Eliminatória 4: +1.3 m/s
| Posição | Eliminatória | Nome                       | Nacionalidade         | Tempo | Notas |
| ------- | ------------ | -------------------------- | --------------------- | ----- | ----- |
| 1       | 1            | Robson da Silva            | BRA Brasil            | 20.80 | Q     |
| 2       | 1            | Clive Wright               | JAM Jamaica           | 20.86 | Q     |
| 3       | 1            | Ron Clark                  | USA Estados Unidos    | 20.88 | Q     |
| 1       | 2            | Andrew Tynes               | BAH Bahamas           | 20.48 | Q     |
| 2       | 2            | Marcelo Brivilati da Silva | BRA Brasil            | 20.60 | Q     |
| 3       | 2            | Neil De Silva              | TRI Trinidad e Tobago | 21.03 | Q     |
| 1       | 3            | Sebastián Keitel           | CHI Chile             | 20.53 | Q     |
| 2       | 3            | Bryan Bridgewater          | USA Estados Unidos    | 20.67 | Q     |
| 3       | 3            | Leonardo Prevost           | CUB Cuba              | 20.77 | Q     |
| 1       | 4            | Iván García                | CUB Cuba              | 20.50 | Q     |
| 2       | 4            | Carlos Gats                | ARG Argentina         | 20.86 | Q     |
| 3       | 4            | Glenroy Gilbert            | CAN Canadá            | 20.89 | Q     |

### Semifinais
Vento:
Eliminatória 1: +1.0 m/s, Eliminatória 2: +1.2 m/s
| Posição | Eliminatória | Nome                       | Nacionalidade      | Tempo | Notas |
| ------- | ------------ | -------------------------- | ------------------ | ----- | ----- |
| 1       | 1            | Iván García                | CUB Cuba           | 20.17 | Q, PB |
| 2       | 1            | Sebastián Keitel           | CHI Chile          | 20.38 | Q     |
| 3       | 1            | Marcelo Brivilati da Silva | BRA Brasil         | 20.58 | Q, PB |
| 4       | 1            | Ron Clark                  | USA Estados Unidos | 20.63 | Q     |
| 1       | 2            | Andrew Tynes               | BAH Bahamas        | 20.23 | Q     |
| 2       | 2            | Bryan Bridgewater          | USA Estados Unidos | 20.37 | Q     |
| 3       | 2            | Robson da Silva            | BRA Brasil         | 20.40 | Q     |

### Final
Vento: +1.1 m/s
| Posição           | Nome                       | Nacionalidade      | Tempo | Notas |
| ----------------- | -------------------------- | ------------------ | ----- | ----- |
| Medalha de ouro   | Iván García                | CUB Cuba           | 20.29 |       |
| Medalha de prata  | Andrew Tynes               | BAH Bahamas        | 20.33 |       |
| Medalha de bronze | Sebastián Keitel           | CHI Chile          | 20.55 |       |
| 4                 | Robson da Silva            | BRA Brasil         | 20.60 |       |
| 5                 | Marcelo Brivilati da Silva | BRA Brasil         | 20.78 |       |
| 6                 | Ron Clark                  | USA Estados Unidos | 20.84 |       |
| 7                 | Carlos Gats                | ARG Argentina      | 20.86 |       |
| 8                 | Brian Bridgewater          | USA Estados Unidos | 21.22 |       |